# Добролюбовка (Харьковская область)
Добролюбовка (укр. Добролюбівка) — село,
Токаревский сельский совет,
Двуречанский район,
Харьковская область, Украина.
Код КОАТУУ — 6321886002. Население по переписи 2001 года составляет 139 (71/68 м/ж) человек.

## Географическое положение
Село Добролюбовка находится в 3-х км от села Токаревка в урочище Хорошевский Лес (леса нет).
По селу протекает пересыхающий ручей на котором сделано несколько запруд.

## История
- 1845 — дата основания.

## Экономика
- В селе есть молочно-товарная и птице-товарная фермы.